# El cadáver imposible
El cadáver imposible es una novela del filósofo, escritor, periodista y guionista argentino José Pablo Feinmann publicada en 1992.

## Argumento
Seducir, deslumbrar, engañar: ese es el objetivo de un narrador desquiciado decidido a convencer a un editor para publicar su obra en una nueva colección de policiales. Para cumplir su cometido, el exaltado escritor no escatimará sangre, crímenes ni mutilaciones. La novela se abre con una niña asesina quien, luego de apuñalar accidental pero salvajemente a su madre y a su amante, es recluida en un reformatorio en el que la carrera de muertes continuará por caminos inconcebibles. 
Parodia bizarra de la novela de horror y del género policial y de suspenso, El cadáver imposible atraviesa felizmente el límite de las verosimilitudes para ofrecer un relato tan macabro como delirante.